# Agapanthia
Agapanthia is een kevergeslacht uit de familie van de boktorren (Cerambycidae). De wetenschappelijke naam van het geslacht werd voor het eerst geldig gepubliceerd in 1835 door Audinet-Serville.

## Soorten
Agapanthia omvat de volgende soorten:
- Agapanthia alaiensis Kratochvíl, 1985
- Agapanthia altaica Plavilstshikov, 1933
- Agapanthia alternans Fischer-Waldheim, 1842
- Agapanthia amurensis Kraatz, 1879
- Agapanthia angelicae Reitter, 1898
- Agapanthia annularis (Olivier, 1795)
- Agapanthia asphodeli (Latreille, 1804)
- Agapanthia auliensis Pic, 1907
- Agapanthia coeruleipennis Frivaldszky, 1878
- Agapanthia cretica D. Bernhauer, 1978
- Agapanthia cynarae (Germar, 1817)
- Agapanthia dahli (Richter, 1820)
- Agapanthia danilevskyi Lazarev, 2013
- Agapanthia daurica Ganglbauer, 1884
- Agapanthia detrita Kraatz, 1882
- Agapanthia fadli Sama & Rapuzzi, 2006
- Agapanthia hirsuticornis Holzschuh, 1975
- Agapanthia irrorata (Fabricius, 1787)
- Agapanthia japonica Kano, 1933
- Agapanthia kindermanni Pic, 1905
- Agapanthia kirbyi (Gyllenhal, 1817)
- Agapanthia lateralis Ganglbauer, 1884
- Agapanthia lederi Ganglbauer, 1884
- Agapanthia markusi Rapuzzi, Sama & Kotán, 2013
- Agapanthia mutinensium Sama & Rapuzzi, 2010
- Agapanthia nicosiensis Pic, 1927
- Agapanthia nigriventris Waterhouse, 1889
- Agapanthia niveisparsa Holzschuh, 1981
- Agapanthia obydovi Danilevsky, 2000
- Agapanthia pilicornis (Fabricius, 1787)
- Agapanthia probsti Holzschuh, 1984
- Agapanthia pustulifera Pic, 1905
- Agapanthia salviae Holzschuh, 1975
- Agapanthia schmidti Holzschuh, 1975
- Agapanthia schurmanni Sama, 1979
- Agapanthia shovkuni Shapovalov, 2009
- Agapanthia sicula Ganglbauer, 1884
- Agapanthia simplicicornis Reitter, 1898
- Agapanthia soror Kraatz, 1882
- Agapanthia subflavida Pic, 1903
- Agapanthia subnigra Pic, 1890
- Agapanthia subsimplicicornis Sama & Rapuzzi, 2010
- Agapanthia suchalybaea Reitter, 1898
- Agapanthia turanica Plavilstshikov, 1929
- Agapanthia verecunda Chevrolat, 1882
- Agapanthia villosoviridescens (Degeer, 1775)
- Agapanthia yagii Hayashi, 1982
- Agapanthia zappii Sama, 1987
- Agapanthia amitina Holzschuh, 1989
- Agapanthia cardui (Linnaeus, 1767)
- Agapanthia chalybea Faldermann, 1837
- Agapanthia fallax Holzschuh, 1974
- Agapanthia frivaldszkyi Ganglbauer, 1884
- Agapanthia gemella Holzschuh, 1989
- Agapanthia incerta Plavilstshikov, 1930
- Agapanthia intermedia Ganglbauer, 1884
- Agapanthia izzilloi Rapuzzi, Sama & Kotán, 2013
- Agapanthia korostelevi Danilevsky, 1985
- Agapanthia lais Reiche & Saulcy, 1858
- Agapanthia maculicornis (Gyllenhal, 1817)
- Agapanthia naciyae Rapuzzi & Sama, 2012
- Agapanthia orbachi Sama, 1993
- Agapanthia osmanlis Reiche & Saulcy, 1858
- Agapanthia ozdikmeni Rapuzzi & Sama, 2012
- Agapanthia persicola Reitter, 1894
- Agapanthia pesarinii Sama & Rapuzzi, 2010
- Agapanthia psoraleae Sama & Rapuzzi, 2010
- Agapanthia suturalis (Fabricius, 1787)
- Agapanthia talassica Kostin, 1973
- Agapanthia violacea (Fabricius, 1775)
- Agapanthia viti Rapuzzi & Sama, 2012